# Júlia Bergmann
Pour les articles homonymes, voir Bergmann.
Júlia Isabelle Bergmann est une joueuse brésilienne de volley-ball née le 21 février 2001 à Munich, en Allemagne. Elle a remporté avec l'équipe du Brésil la médaille de bronze du tournoi féminin aux Jeux olympiques d'été de 2024, organisés à Paris.

## Biographie
Júlia Bergmann est née à Munich d'un père allemand et d'une mère brésilienne. Elle y grandit avant de déménager à Brusque avec le reste de sa famille au début de son adolescence.
Elle débute le volley-ball après son arrivée au Brésil. L'ensemble de sa famille est investie dans le volleyball: ses deux parents ont pratiqué ce sport tandis que son petit frère, Lukas Bergmann (en), est également réceptionneur-attaquant de l'équipe du Brésil masculine de volley-ball.
Elle a étudié la physique au sein du Georgia Institute of Technology avant de changer de majeur pour diplômer en Applied Language and Intercultural Studies.

## Carrière

### Parcours amateur
Montrant très jeune des aptitudes pour le volleyball, elle défend rapidement des couleurs de différents clubs de deuxième ou troisième division brésilienne (notamment celles du Avotol-Toledo ou du Associação Brusquense de Esporte e Lazer (pt)).

### Parcours universitaire
En sortie de lycée, elle opte pour le championnat universitaire américain en rejoignant les Yellow Jackets de Georgia Tech. Ce choix est justifié par la volonté de concilier la pratique du volley-ball avec des études de physique. Elle changera finalement de majeur pour se concentrer sur son passage au monde professionnel et viser les Jeux olympiques d'été de 2024.
Au cours de ces quatre années en tant que Yellow Jacket, elle devient l'une des joueuses les plus prolifiques et distinguées de l'histoire du programme. Elle deviendra notamment la première olympienne issue du programme de volley-ball de Georgia Tech.